# Cabra pitiüsa

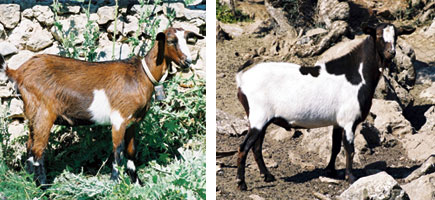
Cabra pitiüsa

La cabra pitiüsa és una població tradicional no estandarditzada, per tant amb una gran variabilitat morfològica, cosa que en dificulta la descripció. Malgrat aquests antecedents, es pot dir que és un animal de grandària mitjana tirant a grossa, de proporcions allargades, molt rústic, de capa de colors variables, amb presència majoritària del color negre sobre el color marró, i també d'animals amb clapes blanques sobre els animals de capa uniforme.

## Orígens
Hi ha pocs antecedents que permetin suposar l'origen ètnic d'aquesta població, atesa la seva variabilitat, però és una més de les agrupacions caprines de l'àrea mediterrània, localitzades a petits indrets geogràfics, i que per raons quasi específicament de tipus insular s'han mantingut lliures d'influència aliena, fins al dia d'avui. Constitueix, d'acord amb els criteris zootècnics moderns, una "població tradicional", caracteritzada per la localització i la seva variabilitat morfològica, i totalment diferenciada de la raça mallorquina.

## Característiques morfològiques
Té el cap gros i allargat, amb la línia frontonasal recta. La majoria d'animals, tant mascles com femelles, són sulls, i en els que disposen de banyes, aquestes solen ser curtes i tirades i obertes cap enrere. La majoria dels animals presenta mamellons, i les orelles són de grandària mitjana i de posició horitzontal, té el coll llarg.
El seu cos és més aviat gros, amb el costellam un poc arquejat, la línia dorsolumbar recta, una gropa estreta i caiguda, i una coa de grandària mitjana, que pareix més llarga del que és, pel floc de pèl que té a la punta. Les extremitats són llargues, fortes i ben aplomades.
La pell és elàstica i resistent. La coloració, com ja s'ha indicat, és molt variable, i no se'n pot definir un morfotipus dominant. La coloració de les mucoses i dels potons va lligada a la coloració general de la capa i, així, les mucoses i els potons negres van lligats a capes obscures, i les mucoses i els potons clars, que són majoria, a les capes més clares.
El pèl és també molt variable pel que fa a la seva llargària, amb una clara diferenciació entre mascles i femelles. La major part de femelles tenen el pèl curt, mentre que la resta presenta un faldó de pèl llarg i abundant. Els mascles tenen un pèl de longitud mitjana, més llarg i abundant al coll i al pit, i presenten sempre un barbó abundant.
El tipus de mama és, en general, uniforme. De grandària mitjana i forma allargada, té els mugrons inclinats cap endavant i dirigits lleugerament als costats.

## Usos i aprofitament
Present tant a Eivissa com a Formentera, es troba localitzada a petites explotacions, on conviu, generalment, amb ovelles. El cens no és molt elevat. Es tracta d'un animal molt rústic i ben adaptat al seu entorn on aprofita qualsevol vegetal al seu abast. La seva aptitud productiva és doble: producció de cabrits per a consum, i de llet, que es destina a fer formatge, de sempre molt apreciat.